# 巴尔雅克 (阿列日省)
巴尔雅克（法語：Barjac，法語發音：[baʁʒak]）是法国阿列日省的一个市镇，位于该省西部偏北，属于聖日龍區。

## 地理
巴尔雅克（43°3'56"N, 1°8'3"E）面积2.78 平方千米，位于法国奧克西塔尼大區阿列日省，该省份为法国西南部内陆省份，西部和北部与上加龙省接壤，东临奥德省，东南至东比利牛斯省接壤，南与安道尔和西班牙接壤。
与巴尔雅克接壤的市镇（或旧市镇、城区）包括：贝代耶、加让、拉塞尔、托里尼昂卡斯泰、旧托里尼昂、图尔图斯。

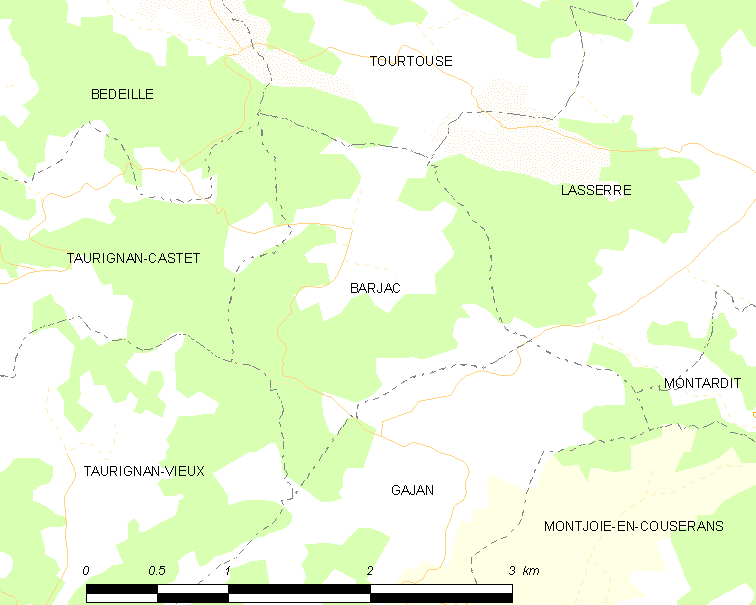
的OSM定位图

巴尔雅克的时区为UTC+01:00、UTC+02:00（夏令时）。

## 行政
巴尔雅克的邮政编码为09230，INSEE市镇编码为09037。

## 政治
巴尔雅克所属的省级选区为库斯朗谷地县。

## 人口

1962-2008年间人口变化图示

巴尔雅克于2022年1月1日时的人口数量为43人。